# Mega Bass
Mega Bass es un sistema de ecualización ideado por la empresa japonesa Sony, que aumenta el sonido de bajos tanto en equipos de automóviles, domésticos o en los dispositivos de audio portátil, como los Walkman; también en los equipos de telefonía móvil de la serie "W" de Sony Ericsson.
La empresa competidora de Sony, Panasonic denomina a su sistema de ecualización análogo como XBS (Xtra Bass System), el cual también intensifica los agudos de igual manera que los sonidos graves.
- Datos: Q6008986